# 탠디 1000

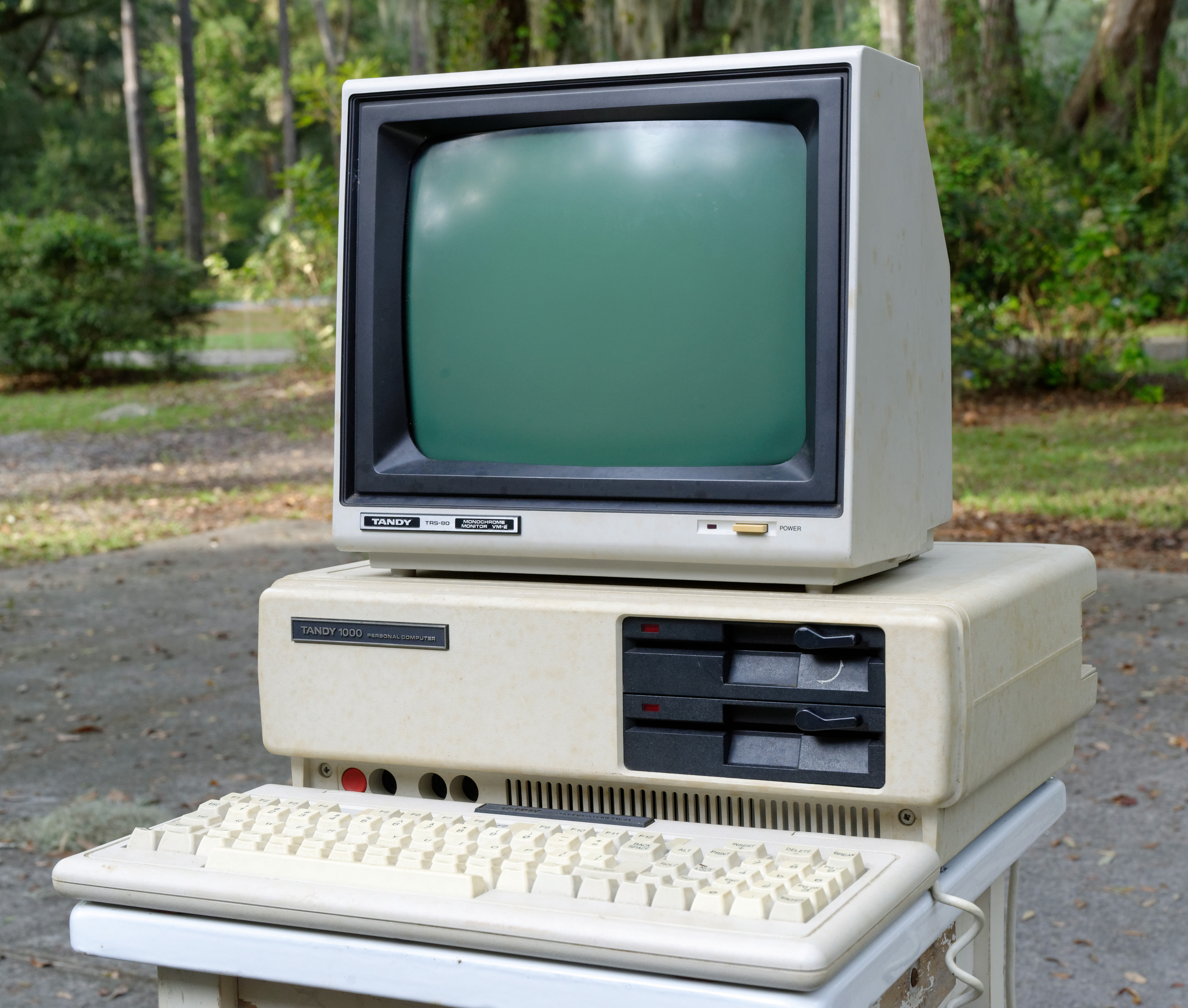
탠디 1000

탠디 1000(Tandy 1000)은 탠디 코퍼레이션에서 생산한 IBM PC 호환 가정용 컴퓨터 시리즈 중 첫 번째 제품으로 라디오셱 및 라디오셱 센터(Radio Shack Computer Center) 매장을 통해 판매되었다. 1984년에 출시된 탠디 1000 라인은 홈 컴퓨팅 및 교육용으로 저렴하면서도 성능이 뛰어난 시스템을 제공하도록 설계되었다. 향상된 그래픽, 사운드 및 내장 조이스틱 포트와 같은 탠디의 특정 기능은 컴퓨터를 가정용으로 특히 매력적으로 만들었다.
탠디 1000 시리즈는 탠디가 PC 시장에서 철수하는 것과 동시에 1993년 단종될 때까지 계속 생산되었다. 수명 기간 동안 이 시리즈에는 다양한 폼 팩터를 갖춘 약 12개의 모델이 포함되었으며, PC 하드웨어 기술의 발전을 통합하고 보다 표준화된 부품을 채택했다.